# Rotsvlieghoorn
De rotsvlieghoorn of wollige vliegende eekhoorn (wetenschappelijke naam: Eupetaurus cinereus) is een grote soort vliegende eekhoorns in het onherbergzame berggebied in het noorden van Pakistan en Tibet. Lang werd gedacht dat de soort uitgestorven was, aangezien alleen 11 huiden uit het einde van de 19e eeuw bekend waren. Sinds 1994 zijn echter weer enkele exemplaren gezien en gevangen, allen in het gebied rond de Pakistaanse plaatsen Gilgit, Astore en Chitral.

## Taxonomie
De rotsvlieghoorn is een van de drie soorten binnen het geslacht Eupetaurus. In het verleden hebben zoölogen de soort vanwege de afwijkende grootte en dentitie wel in een aparte familie geplaatst, hoewel dat ook aan slechte beschrijvingen van de kaken en tandjes lag. Tegenwoordig denkt men dat Eupetaurus waarschijnlijk het nauwst verwant is met Petaurista, een ander geslacht vliegende eekhoorns.

## Kenmerken
Met een lengte van 45 tot 60 cm voor de kop en romp alleen (zonder staart) is de rotsvlieghoorn verreweg de grootst en zwaarst bekende vliegende eekhoorn. Behalve door zijn grootte valt de rotsvlieghoorn ook op door zijn unieke dentitie. De kronen van de middelste tanden zijn zowel hoog als afgevlakt (hypsodont). Daarom wordt vermoed dat de rotsvlieghoorn zich met veel abrasiever plantenmateriaal voedt dan andere eekhoorns, bijvoorbeeld naalden. De vacht is lang en dik, wat het dier een wollig uiterlijk geeft.

## Leefgebied
De habitat van de rotsvlieghoorn is het hogere deel van het coniferenbos (rond de 3000–4500 m) op de hellingen van de westelijke Himalaya, Karakoram en oostelijke Hindoekoesj, voornamelijk rond kliffen en grotten.